# Aquae Arnemetiae
Aquae Arnemetiae (it.: "Acque di Arnemezia") era una cittadina romana nella provincia di Britannia. L'insediamento si sviluppava presso una sorgente termale. L'occupazione romana durò dal 70 d.c al 410 d.C. Oggi è conosciuta come Buxton, Derbyshire, Inghilterra.

## Etimologia
Il nome deriva da Arnemezia (dal celtico "arn-nemeton"; it.: "presso il bosco sacro") e era l'appellattivo di una dea locale. La cittadina appare registrata come "Arnemeza" nella Cosmografia ravennate del 700 d.C.

## Bagni termali
La sorgente si trova a 1 km di profondità e produce circa 1 milione di litri di acqua al giorno. L'acqua sgorga alla temperatura di 27° C e presenta un alto contenuto di magnesio.
Per ingraziarsi gli dèi venivano gettate monete nelle acque sacre. Queste e gioielli in bronzo sono raccolte presso il Buxton Museum.
Nel 1903 fu scoperto un altare in pietra dedicato alla dèa "Arnomecta" nel forte romano di Navio (Brough-on-Noe). L'iscrizione dice:
Arnomecte
Ael(ius) Motio
v(otum) s(olvit) l(aetus) l(ibens) m(erito)»
Arnomecta
Elio Mozio
assolse il voto volentieri e meritatamente»
(RIB 281, Altare di Brough-on-Noe)